# Tatiana Semenova
Tatiana Semenova (17 juillet 1920 - 24 septembre 1996) est une danseuse de ballet et professeure de danse d'origine russe, fondatrice de l'école de danse du Houston Ballet.

## Biographie
Semenova est née à Petrograd (aujourd'hui Saint-Pétersbourg), en Russie. Elle déménage avec sa famille à Paris, à l'âge de cinq ans. À l'âge de sept ans, Semenova commence à étudier la danse avec Mathilde Kschessinska,.
Après plusieurs années de pratique, Semenova fait ses débuts sur scène à l'âge de 11 ans avec une compagnie d'opéra russe formée à Londres. L'année suivante, elle commence  sa carrière professionnelle en tant que membre du Ballet Russe de Monte Carlo, en tournée aux États-Unis et en Amérique du Sud. En 1937, Semenova rejoint l'Opéra russe à Paris en tant que première ballerine.
Pendant la Seconde Guerre mondiale, elle forme un groupe appelé le Foxhole Ballet pour donner des représentations dans les bases militaires en Europe et en Afrique avec l'USO. Alors qu'elle se produit à Rome, sur une scène endommagée par une bombe, elle se sectionne le cartilage du genou et se fracture le bras. Incapable de danser plus longtemps, en 1946, Semenova part aux États-Unis pour commencer une carrière d'enseignante à la Carnegie Hall 's School of Dance.
En 1950, elle forme l'American Youth Ballet à Baton Rouge, en Louisiane. Elle a notamment Elizabeth Ashley comme étudiante.
En 1954, Semenova transfère l'American Youth Ballet à Houston, au Texas . L'année suivante, la Houston Foundation for Ballet, nouvellement formée, lui demande d'aider à fonder l'école de danse du Houston Ballet, qui existe toujours aujourd'hui,. Elle est la directrice de cette académie pendant 11 ans.
En 1968, Semenova forme sa propre compagnie, Ballet of Houston, qui prospère jusqu'au milieu des années 1980. Après la dissolution de la compagnie, Semenova continue à enseigner en privé jusqu'à sa mort en 1996.
Semenova est enterrée à côté de sa mère dans le cimetière de l'île San Michele à Venise, en Italie.